# Plâtrier
Un plâtrier ou plafonneur est un ouvrier spécialisé dans l'utilisation du plâtre, le briquetage ou l'enduit, la pose des plafonds suspendus ou des cloisons préfabriquées en plâtrerie sèche. Il travaille seul ou en équipe sur des chantiers de constructions neuves, de rénovation ou de réparation. S'il travaille dans une petite entreprise, le plâtrier effectuera la plupart du temps l'ensemble des travaux qui relèvent de son métier.

## Technique

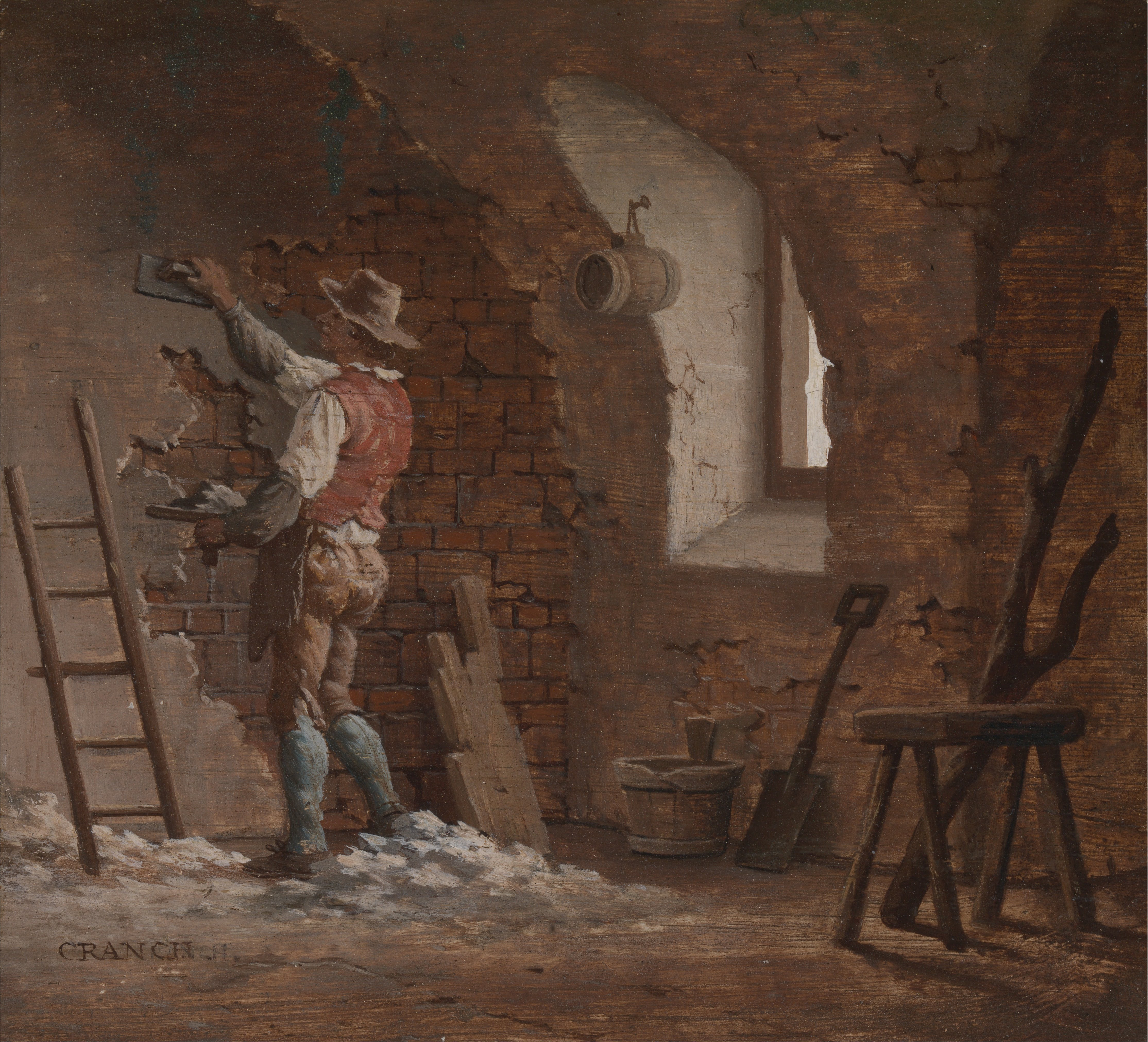
Plâtrier au travail. John Cranch (1751 - 1821).

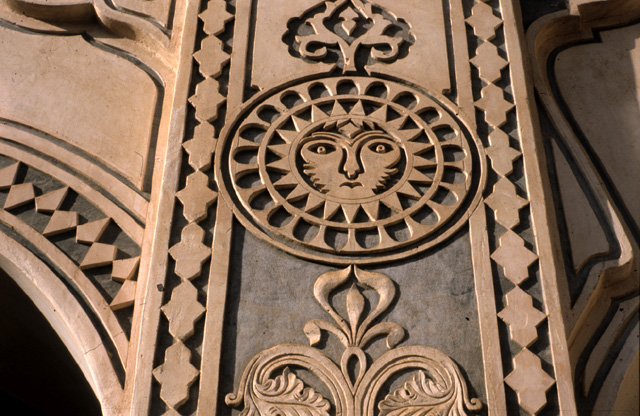
Le travail direct (en plâtre ou stuc) est encore très prisé au Moyen-Orient, où il s'agit d'une tradition ancienne.

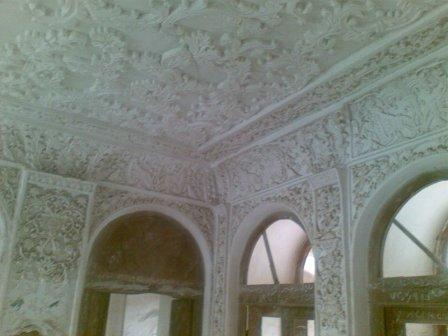
Exemple de pièce entièrement décorée de plâtre travaillé in situ.

Il saupoudre le plâtre (sans le mélanger) (le terme technique est gâcher le plâtre, dans une gâche, aussi appelée auge ou gamatte) et l’applique manuellement ou mécaniquement.
À voir faire un bon professionnel ceci peut sembler facile.
Toutefois, en raison des propriétés du plâtre, il s'agit d'un métier qui requiert une bonne connaissance et une bonne technique, notamment pour faire un pan entier de mur ou de plafond bien droit.
En effet, pour pouvoir être travaillé correctement, lors de l'étape de délayage, le plâtre nécessite de rester au repos. Ceci nécessite donc un savoir faire:
- Ne pas mettre l'eau dans la poudre de plâtre, au contraire, on met la poudre de plâtre dans l'eau.
- On ne déplace pas la gamatte, la gamatte doit donc être à la position où elle sera utilisée, dès le mélange.
- On doit respecter les proportions, ce qui consiste en général à verser de plâtre à fleur du niveau de l'eau, en effet, le plâtre ou l'eau ne peuvent pas être ajoutés par la suite.
- Bien sûr, en aucun cas on ne mélange ou remue le plâtre.

Une fois le plâtre reposé, le mélange (non remué) poudre-eau est devenu un pâte onctueuse.
Le plâtrier commence alors à utiliser le plâtre se trouvant d'un côté de l'auge, sans remuer l'autre côté.
Il l'applique eu fur et à mesure et l'étale de manière à former une surface plane. Cette application doit se faire assez rapidement car le plâtre tire au bout de cinq, dix, à quinze minutes, le temps dépendant notamment du fait que le plâtre ait été remué.
Après que le plâtre a été appliqué sur un mur et après avoir séché, une étape de ponçage peut être nécessaire.

## Dérivés
De nombreuses entreprises élargissent leur gamme en posant des cloisons de tous types de matériaux : métal, bois, plastique... Pose d'huisseries, peinture, travaux d'isolation thermique ou phonique sont des prolongements naturels des activités de base des entreprises de plâtrerie.
Il existe des métiers dérivés ou complémentaires :
- plâtrier-briqueteur (qui construit les cloisons en briques, et étend les enduits de plâtre) ;
- plafonnier-plâtrier appelé aussi plafonneur en Belgique et en Suisse. La confusion belge entre les métiers de plafonneur et de plâtrier est très nettement distinguée en France ; le plafonneur français s'occupe des plafonds et le plâtrier français des murs ;
- Plâtrier-peintre (qui cumule ces deux métiers).

## Évolution du métier et de la formation
Du fait de la grande pénibilité de cette profession, de l'augmentation du coût de la main d'œuvre et de la forte augmentation de l'usage des plaques de plâtre, ce métier évolue de plus en plus vers la nouvelle profession de plaquiste ou alibastreur (ancienne appellation), qui utilise de plus en plus des « produits secs » (plaques de plâtre, support, vis...). Au cours de sa carrière le plâtrier-plaquiste peut aussi se spécialiser et devenir « staffeur-ornemaniste ».
En France où en 2015 environ 9 chantiers sur 10 font appel à des plâtriers-plaquistes « la formation des apprentis et des professionnels reste au cœur des enjeux de la filière, qui forme près de 5.000 stagiaires par an, ce qui représente 80.000 heures de formation dispensées », selon les professionnels. Les formations intègrent peu à peu les modifications de la réglementation nationale ou européenne (réglementation thermique, gestion des déchets de construction...) au fur et à mesure de leurs évolutions. La formation est accessible après un CAP, un BTS ou un baccalauréat professionnel. Son salaire peut aller de 1 600 euros brut par mois à plus de 3 000 euros pour un chef de chantier. En France, plus de 24 300 entreprises sont immatriculées pour exercer cette activité.
Il existe néanmoins encore deux spécialités de plâtrier, proches de l'artisanat d'art, très demandés sur les chantiers de construction ou de rénovation et pour le créations originales d'architectes :
- staffeur ornemaniste : elle consiste en la création et la restauration de moulures, rosaces et corniches en staff.
- stucateur : elle consiste à réaliser des enduits décoratifs (appelés stucs) composés de plâtre, de couleurs, de poussière de pierre ou de marbre, destinés à imiter des marbres ou des pierres.